# Coleophora jefreniensis
Coleophora jefreniensis é uma espécie de mariposa do gênero Coleophora pertencente à família Coleophoridae.